# Atletica leggera alla XXIX Universiade - 1500 metri piani femminili
I 1500 metri piani femminili alla XXIX Universiade si sono svolti dal 26 al 28 agosto 2017.

## Podio
| Oro     | Amela Terzić Serbia      |
| Argento | Docus Ajok Uganda        |
| Bronzo  | Kristiina Mäki Rep. Ceca |

## Risultati

### 1º turno
Passano in finale le prime quattro atlete di ogni batteria (Q) e le quattro atlete con i migliori tempi tra le escluse (q).
| Posizione | Batteria | Nome                | Nazione     | Tempo   | Note                                     |
| --------- | -------- | ------------------- | ----------- | ------- | ---------------------------------------- |
| 1         | 2        | Natalia Evangelidou | Cipro       | 4:18.49 | Q                                        |
| 2         | 2        | Melissa Courtney    | Regno Unito | 4:18.68 | Q                                        |
| 3         | 2        | Diana Sujew         | Germania    | 4:18.88 | Q                                        |
| 4         | 1        | Docus Ajok          | Uganda      | 4:19.21 | Q,                                       |
| 5         | 2        | Martyna Galant      | Polonia     | 4:19.31 | Q                                        |
| 6         | 1        | Amela Terzić        | Serbia      | 4:19.59 | Q                                        |
| 7         | 1        | Kristiina Mäki      | Rep. Ceca   | 4:19.86 | Q                                        |
| 8         | 1        | Claudia Bobocea     | Romania     | 4:19.94 | Q                                        |
| 9         | 1        | Regan Yee           | Canada      | 4:19.97 | q                                        |
| 10        | 2        | Sarah MacPherson    | Canada      | 4:20.45 | q                                        |
| 11        | 2        | Stefanie Barmet     | Svizzera    | 4:20.77 | q                                        |
| 12        | 1        | Charline Mathias    | Lussemburgo | 4:22.63 | q                                        |
| 13        | 1        | July da Silva       | Brasile     | 4:27.15 |                                          |
| 14        | 2        | Patricija Plazar    | Slovenia    | 4:28.78 | Miglior prestazione personale            |
| 15        | 1        | Anuscha Nice        | Sudafrica   | 4:29.24 |                                          |
| 16        | 2        | Vera Hoffmann       | Lussemburgo | 4:32.18 |                                          |
| 17        | 1        | Kelly Nevolihhin    | Estonia     | 4:33.46 | Miglior prestazione personale stagionale |
| 18        | 1        | Dagmar Olsen        | Danimarca   | 4:35.57 |                                          |
| 19        | 1        | Dilyana Minkina     | Bulgaria    | 4:39.36 |                                          |
| 20        | 2        | Maria Larsen        | Danimarca   | 4:40.09 |                                          |
| 21        | 1        | Jennifer Dunlap     | Stati Uniti | 4:42.92 |                                          |
| 22        | 2        | Agnes Amuron        | Uganda      | 4:47.97 |                                          |
|           | 2        | Julie Mathisen      | Norvegia    | DNS     |                                          |

### Finale
| Posizione | Nome                | Nazione     | Tempo   | Note |
| --------- | ------------------- | ----------- | ------- | ---- |
|           | Amela Terzić        | Serbia      | 4'19"18 |      |
|           | Docus Ajok          | Uganda      | 4'19"48 |      |
|           | Kristiina Mäki      | Rep. Ceca   | 4'20"65 |      |
| 4         | Martyna Galant      | Polonia     | 4'20"90 |      |
| 5         | Melissa Courtney    | Regno Unito | 4'21"14 |      |
| 6         | Natalia Evangelidou | Cipro       | 4'21"16 |      |
| 7         | Diana Sujew         | Germania    | 4'21"72 |      |
| 8         | Charline Mathias    | Lussemburgo | 4'22"38 |      |
| 9         | Regan Yee           | Canada      | 4'22"65 |      |
| 10        | Sarah MacPherson    | Canada      | 4'22"77 |      |
| 11        | Claudia Bobocea     | Romania     | 4'22"85 |      |
| 12        | Stefanie Barmet     | Svizzera    | 4'24"33 |      |